# Mordellistena bruneipennis
Mordellistena bruneipennis là một loài bọ cánh cứng trong họ Mordellidae. Loài này được McLeay miêu tả khoa học năm 1872.